# Szkodra
Szkodra (alb. Shkodër lub Shkodra; serb. Скадар / Skadar; wł. Scutari; łac. Scodra) – miasto w północno-zachodniej Albanii, położone nad rzeką Buna i Jeziorem Szkoderskim. Największy ośrodek gospodarczy i kulturalny w północnej części Albanii. Liczba mieszkańców wynosi około 77 tys. (2011).

## Przemysł
Duże zakłady przewodów i kabli miedzianych (produkujące na eksport), przemysł maszynowy, materiałów budowlanych, spożywczy (zwłaszcza tytoniowy oraz owocowo-warzywny), włókienniczy (bawełniany i jedwabniczy), drzewno-papierniczy. Ważny węzeł drogowy, połączenie kolejowe z Czarnogórą, port lotniczy.

## Zabytki i kultura
Muzea i teatry (m.in. dom-muzeum poety Migjeni i muzeum historyczne), biblioteka publiczna (od 1935), ruiny średniowiecznej twierdzy Rozafy, kościół Najświętszej Marii Panny (z drugiej połowy XV wieku), meczet (z drugiej połowy XVIII wieku) i katedra św. Szczepana (z XIX wieku), zabytkowe domy, Most Mesi. Ośrodek rzemiosła artystycznego. Uniwersytet.

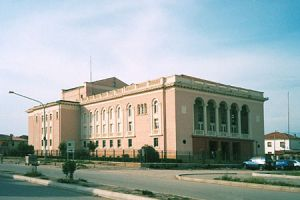
Teatr Migjeni
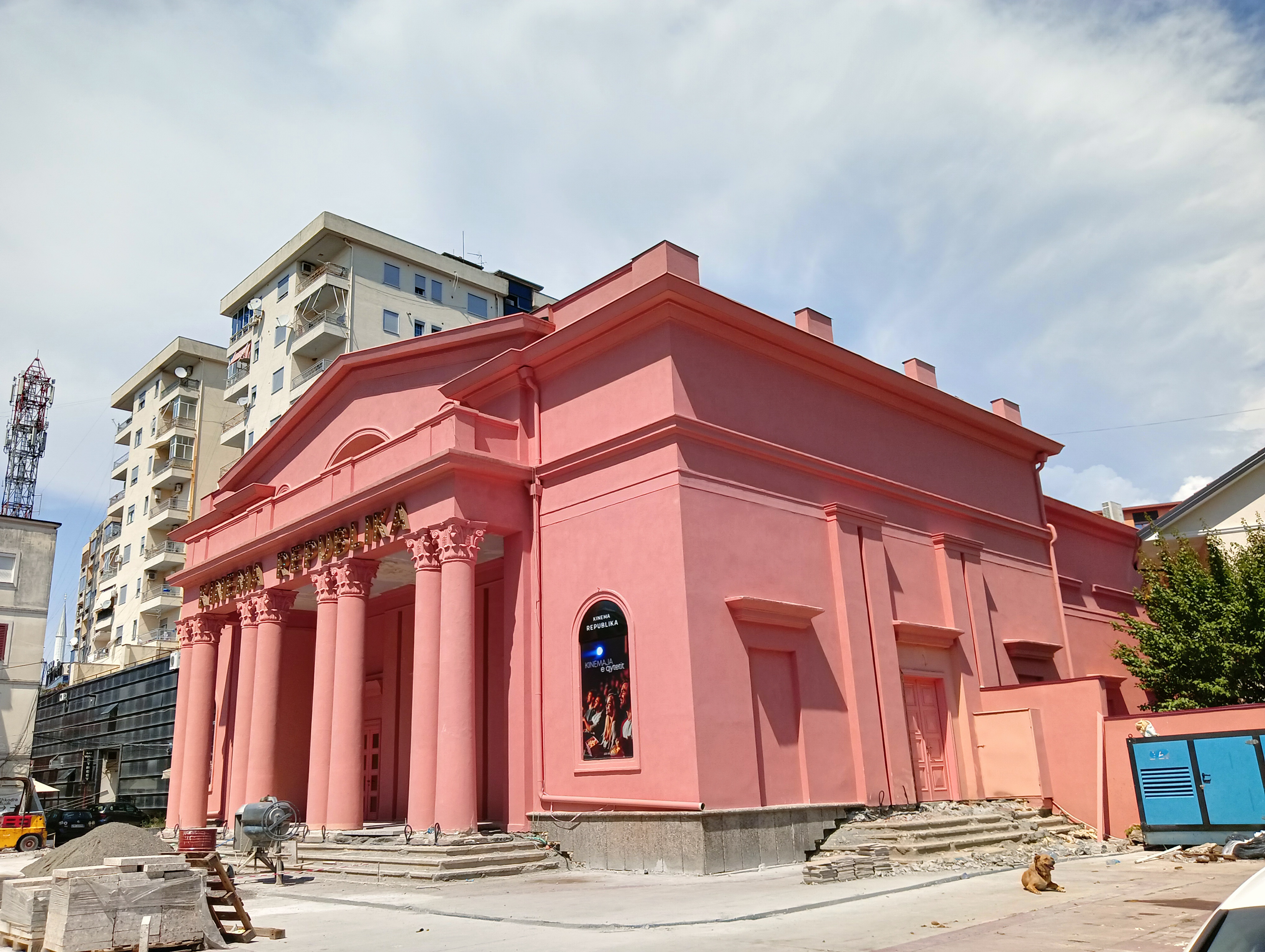
Budynek kina w Szkodrze, pierwszego kina na Bałkanach.
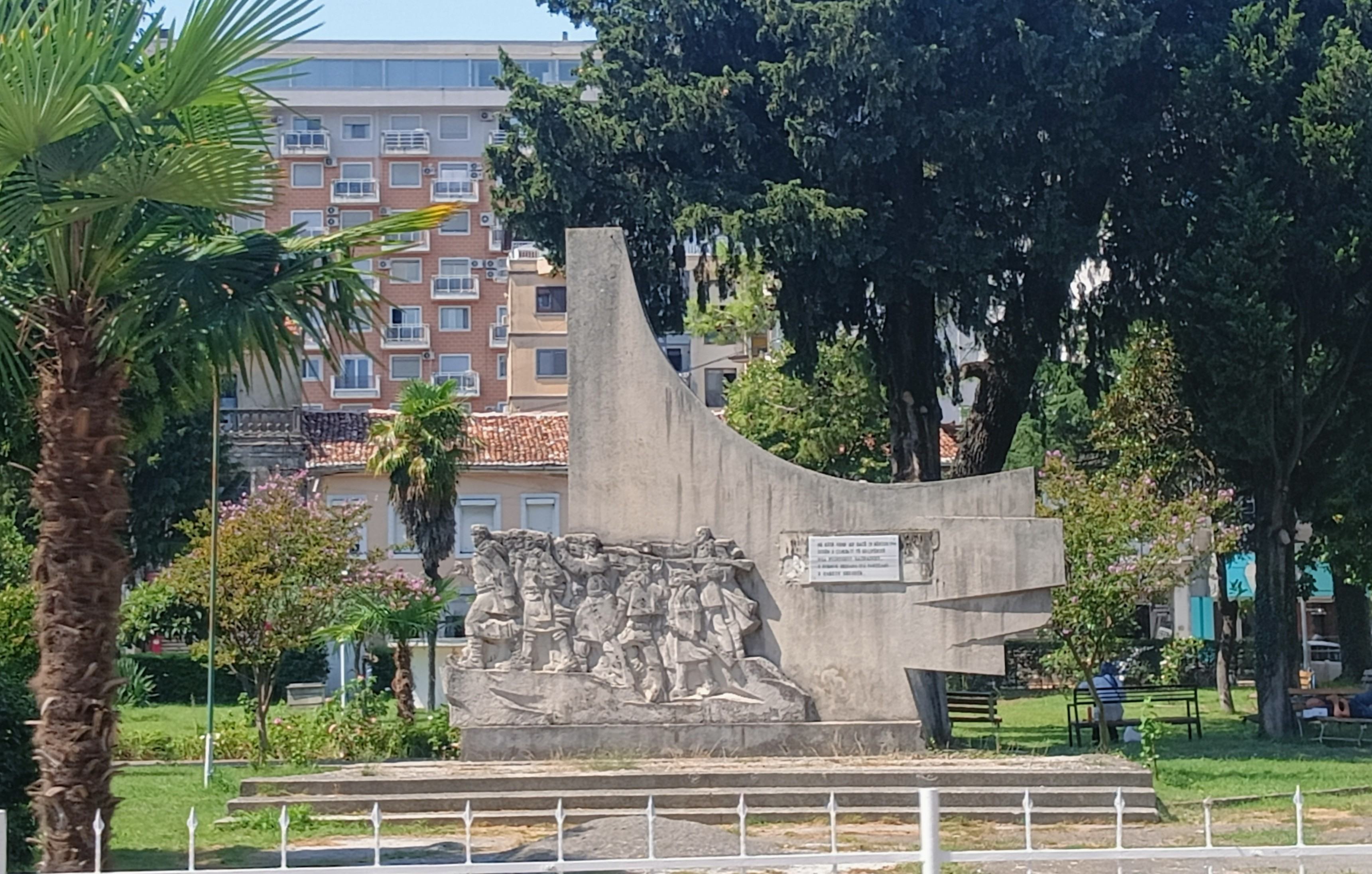
Pomnik partyzantów jugosłowiańskich na terenie Meczetu.
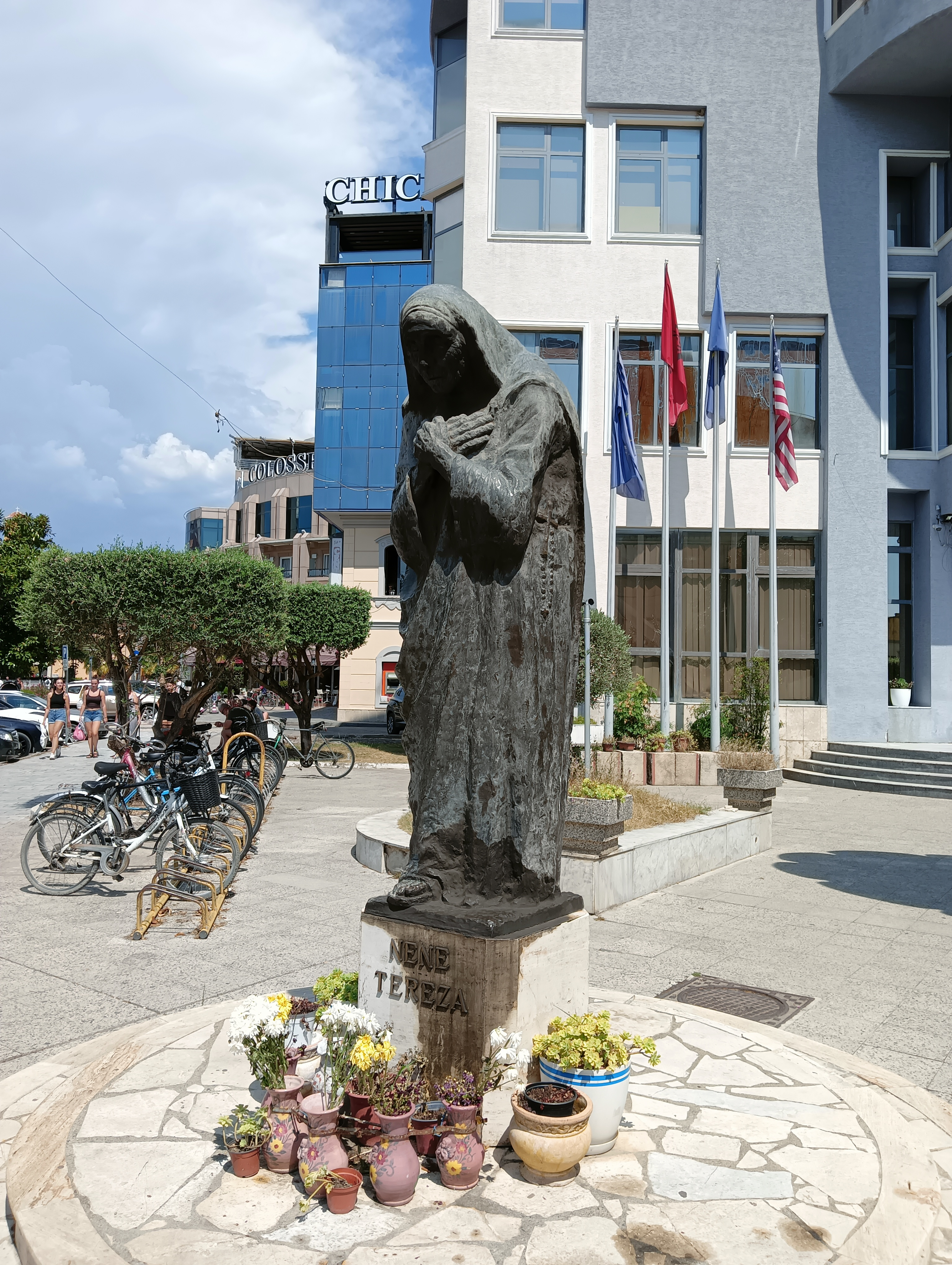
Pomnik Matki Teresy z Kalkuty.

## Historia
Pierwotnie starożytne miasto iliryjskie o nazwie Scodra, od 168 p.n.e. pod panowaniem Rzymu zasiedlone w VI–VII wieku przez Słowian. W XI wieku stolica serbskiego królestwa Zety. W XII wieku opanowana przez Cesarstwo Bizantyńskie. Od końca XII wieku należało do Serbii, w latach 1395–1479 do Republiki Weneckiej, następnie podbita przez Imperium Osmańskie.
Podczas I wojny bałkańskiej siły tureckie broniły twierdzy szkoderskiej przed Czarnogórcami i Serbami. Garnizon, dowodzony przez Esada paszę Toptaniego ostatecznie skapitulował w nocy 22/23 kwietnia 1913. Mocarstwa europejskie postanowiły uznać Szkodrę za stolicę nowo powstałej Albanii. Twierdzę jednak zajęła Czarnogóra, chcąc ją włączyć do swojego państwa, co doprowadziło do międzynarodowej demonstracji siły przeciw Czarnogórze i opanowania miasta 14 maja 1913 przez desant mocarstw europejskich, które do wybuchu I wojny światowej zapewniały bezpieczeństwo miastu. Od 1920 miasto należy do Albanii.

## Współpraca
- Skopje, Macedonia Północna
- Prizren, Kosowo
- Ulcinj, Czarnogóra
- Djakovica, Kosowo
- Cetynia, Czarnogóra